# Ярачево (гміна)
Гміна Ярачево (пол. Gmina Jaraczewo) — місько-сільська гміна у північно-західній Польщі. Належить до Яроцинського повіту Великопольського воєводства.
Станом на 31 грудня 2011 у гміні проживало 8388 осіб.

## Територія
Згідно з даними за 2007 рік площа гміни становила 132.89 км², у тому числі:
- орні землі: 76.00%
- ліси: 17.00%

Таким чином, площа гміни становить 22.61% площі повіту.

## Населення
Станом на 31 грудня 2011:
| Опис     | Загалом | Загалом | Чоловіки | Чоловіки | Жінки | Жінки |
| -------- | ------- | ------- | -------- | -------- | ----- | ----- |
| одиниця  | осіб    | %       | осіб     | %        | осіб  | %     |
| все      | 8388    | 100     | 4078     | 48.62    | 4310  | 51.38 |
| міське   | 0       | 100     | 0        |          | 0     |       |
| сільське | 8388    | 100     | 4078     | 48.62    | 4310  | 51.38 |

## Сусідні гміни
Гміна Ярачево межує з такими гмінами: Борек-Велькопольський, Дольськ, Козьмін-Велькопольський, Ксьонж-Велькопольський, Нове-Място-над-Вартою, Яроцин.